# Aetideopsis browsei
Aetideopsis browsei is een eenoogkreeftjessoort uit de familie van de Aetideidae. De wetenschappelijke naam van de soort is voor het eerst geldig gepubliceerd in 2011 door McKinnon, Corley & Duggan.